# Цела
Цела (рум. Țela) — село у повіті Арад в Румунії. Входить до складу комуни Бата.
Село розташоване на відстані 359 км на північний захід від Бухареста, 61 км на схід від Арада, 146 км на південний захід від Клуж-Напоки, 69 км на схід від Тімішоари.

## Населення
За даними перепису населення 2002 року у селі проживала 361 особа, усі — румуни. Усі жителі села рідною мовою назвали румунську.